# Jászárokszállás
Jászárokszállás város Jász-Nagykun-Szolnok vármegyében, a Jászberényi járásban.

## Fekvése
A megye északi szélén fekszik, mint annak egyik legészakibb fekvésű települése, sík vidéken, Jászberénytől 17 kilométerre észak-északkeletre. Északi határában húzódik a Gyöngyös-patak.
A közvetlen szomszédos települések: észak felől Adács, kelet felől Visznek, délkelet felől Tarnaörs, dél felől Jászdózsa és Jászberény, délnyugat felől Jászágó, nyugat felől Csány, északnyugat felől pedig Atkár és Vámosgyörk.

### Megközelítése
A térséget átszelő főutak elkerülik a várost, ami így csak mellékutakon érhető el: Gyöngyös és Jászberény felől a 3203-as, Pusztamonostor-Jászágó felől a 3231-es, Visznek felől a 3205-ös, Jászdózsa felől pedig a 32 134-es úton.
Vonattal a MÁV 86-os számú Vámosgyörk–Újszász-vasútvonalán érhető el, melynek egy megállási pontja van a város területén. Jászárokszállás vasútállomás a belterület déli szélén helyezkedik el, a 3203-as út vasúti keresztezése közelében, közúti elérését az abból kiágazó 32 329-es számú mellékút (települési nevén Nyárfa utca) teszi lehetővé.

## Története

### Középkori története
Jászárokszállás lokálpatrióta jegyzője, Kóczián Gyula (1847-1896) Jász – Árokszállás múltja és jelene című munkájában még úgy fogalmazott, hogy a „mai Árokszállás alapját a Szent László király által 1084-1085 évben idetelepített jászok vetették meg.” A későbbi szakirodalom ezt a tézist már nem fogadta el, helyette inkább a XIV. században keresték a város létrejöttének helyét.
Kóczián egy térképre hivatkozva az 1313-at jelölte meg Árokszállás első írásbeli említésének, míg Fodor Ferenc egy 1356-os oklevelet említ, ahol is a település neve „Árukmelléke” néven fordul elő. Herbert János szerint viszont 1366-ból származik ez a bizonyos oklevél, amikor is Konth Miklós nádor eltiltotta az „Áruk mellékszállási” philisteusokat attól, hogy panaszos birtokaikat önhatalmúlag használják.
Kiss József kutatásai szerint már 1291-ben létezett itt egy település Erdő – árka néven. Ha a tudomány maga sem képes dűlőre jutni az alapítás kérdésében, akkor tág tér nyílik a népmondáknak is, melyek a város alapítását azzal az avar királlyal kötik össze, akiről Tompa Mihály is népregét írt. Eszerint a település nevében előforduló „árok” arra az esztelen vállalkozásra utal, melybe Csörsz kezdett, hogy elnyerje Délibáb kezét.
Az mindenesetre tényként állítható, hogy a XV. században már létezett a község, és megkezdődött az itt lakó jászok megtérítése is. Hunyadi Mátyás kiváltságlevele 1458-ban már említést tett Árokszállás plébániájáról. A Jászság legrégibb plébániáinak egyike ez alatta a ferencesek temetkezési kriptájával. Hogy nevezetes hely volt a középkornak ezen szakaszában, mi sem bizonyítja jobban, mint hogy Lazarus diák térképe (1528) is feltüntette. Állítólag még a német hadak elől visszavonuló Szapolyai János király is éjszakázott itt.

### Árokszállás története a török időkben
A község virágzó időszakát a török támadás döntötte romba. 1562. október 8-án százhuszonöt fős rác martalóc csapat rohanta meg Árokszállást: „a lakosságot nyomorgatták, kínozták, gerendába felkötve verték, testére gyertyát csepegtettek, a tüzet teknővel hordták rájuk, így kínozták Kántor Jánost, Torba Antal bíró anyját, kinek a lábait késsel is meghasogatták.”
Csak Eger 1596-os bevétele után köszönthetett békésebb időszak a Jászságra, amikor a kettős főség helyett immár egyértelmű török fennhatóság alakult ki.
A lakosságszám drasztikus csökkenését mutatja, hogy az 1567. évi összeírás már csak 19 telkes jobbágyot és 12 zsellért talált Árokszálláson. Ám még így is kegyesebb volt hozzá a sors, mint szomszédaihoz: Jászágót és Négyszállást ugyanis teljesen elpusztította a XVI. század, s maradék népei Árokszálláson kerestek menedéket. Ez a beáramlás az 1570-es években nagyban javította a település helyzetét, egy ebből az időszakból származó összeírás már 20 gazdát és 53 zsellért mutatott Árokszálláson, tehát a lakosságszám egy évtized alatt megkétszereződött.
1630-ban az elpusztult templom helyére új épült, melyet Szent István tiszteletére avattak fel. Az építkezéshez felhasználták az ágói templom romjait valamint a korábban átmentett értékeit is. A fokozatos gyarapodást jelzi, hogy 1683-ban Mahmut basa meghívta a város kereskedőit a szegedi vásárra. Másik érdekes adat, hogy ekkoriban Jászberény után a második legnépesebb község volt.

### Árokszállás története az eladottság korában
„Herbert nem az egész Jászság, csupán egyik legérdekesebb – mert idegen bevándorlástól és idegen befolyástól legépebben megmaradt- jászközségnek…történetét írta meg” – írta Czettler Jenő Herbert János munkájáról a Trianon utáni időszakban, de mondatait szabadon vonatkoztathatjuk a XVIII. század elejére is. A Pentz–féle összeírás ugyanis a lakosság 56%-át helybeliként tartotta számon 1699-ben, ami azt jelenti, hogy az ősi népességet sikeresen meg tudta őrizni.
„A község a rendes országút mentén fekszik, minek következtében nagyon sokat szenved az átvonuló katonaságtól. A Gyöngyös patakon jó erős hídja van. Temploma fallal körül van véve, szép helyen fekszik, de oly kicsi, hogy az öreg papnak - aki már 30 éve működik ott - meg van engedve naponkint kétszer olvasni misét. Van két serfőzőháza, egy lovas malma, postája az urasági épületben; ezt a gyöngyösi posta látja el; itt közvetíttetnek a levelek Felsőmagyarország és Erdély közt.” – írja Kageneck útinaplójába a század elején, s valóban a község a gyarapodás jeleit mutatta.
Birtokában volt Ágó és Szentandrás puszta is, gazdag volt a juhállománya. Iparából kiemelkedett serfőzőháza és kétkerekű malma a Gyöngyös–patak vízén. Tehát mint meglehetősen jómódú község került 1702-ben a Német Lovagrend birtokába, akiknek I. Lipót adta el a Jászságot, hogy a spanyol örökösödési háborúhoz pénzt szerezzen.
A berendezkedő Német Lovagrend kizsákmányolása az alapvetően királyhű községet Rákóczi mellé állította. A fejedelem oltalomlevelet adott ki Árokszállás részére, 1705 júniusában pedig személyesen is megjelent a községben. 1711-ben a Jászság ezrede nem jelent meg a szatmári békekötésen, a Nagymajténynál az árokszállási Kókay Márton ezredes vezetésével tették le a zászlót.
1714 nevezetes év Árokszállás történetében. Törökországi száműzetéséből hazatérve ekkor szállt meg itt XII. Károly svéd király.
Érdekes színfoltja Jászárokszállás történetének az ekkor lezajlott boszorkányperek sorozata: 1710-ben egy táltos a hívőket kincsásásra buzdított Ágón, 1717 körül Terjék Jánosné ellen indítottak pert, 1728-ban pedig a Szegeden megégetettek között volt egy hatvanöt éves árok-szállási nő, bizonyos Dancsó Jánosné Hisel Borbála.
Bár a több mint negyvenéves eladottságot mint Árokszállás legsötétebb évtizedeit jellemezték egyes szerzők, az igazsághoz hozzátartozik, hogy ebben az időszakban vette fel a községi szervezetet (1725). Amikor az 1740-es években felmerült a redemptio, vagyis az önmegváltás gondolata, Árokszállás az elsők között tiltakozott az ezer huszár kiállítása ellen. Sokallták a rájuk eső összeget is, hiszen nem csak a városi földeket kellett megváltaniuk, de a hozzájuk tartozó Ágó és Kerekegyháza pusztákat is.
A redemptioban végül 289 család vett részt: senki sem válthatott négy kötelnél több földet, ami körülbelül 200 holdnak felel meg. Ezt a maximális mennyiséget váltotta: Bohák Pál, Bódis Balázs, Bordás Ferenc, Dósa Márton, balatoni Farkas István, Faragó István, Kókai Já-nos, bócsi Melegh Imre, Nemoda Mátyás, Nagy Mátyás jászkapitány, kecskeméti Petess László, Terjék István és Tóth P. János.

### Árokszállás története a XVIII – XIX. században
A község erejét jelzi, hogy – bár még tartott a redemptionális összegek visszafizetése – 1750-ben Szentandrás pusztát is megváltotta, 1756-ban városi jogokat is kapott Mária Teréziától három vásártartási joggal együtt. 1761-ben pedig – mivel a régi templom szűkösnek bizonyult – megkezdték a ma is fennálló barokk templom építését a Csörsz–árok helyén. Az építkezések megszervezésében a legnagyobb részt Tóth Adalbert (1706-1776) vállalta, akinek komoly érdemei voltak a helyi iskoláztatás megszervezésében is.
„Népes szabad mezőváros a Jászságban, lakosai mind katolikusok, fekszik a gyöngyösi patak mentébe az országútjában… földje kiváltképpen termékeny, melyből és szarvasmarháknak neveléséből élnek számos lakosai” – fest hízelgő képet a község viszonyairól Vályi András 1796-ban.
Az egyetlen jász község, amelyről ebből az időszakból nemcsak térkép, hanem egy metszett rajz is ránk maradt, éppen Árokszállás volt. Egy céhlevél díszítménye: mindez jelzi, hogy a földművelés mellett fontos szerepet kapott is a céhes ipar is. Mária Terézia 1762-ben erősítette meg azt az alapszabályt, mely közös céhekbe fogta a szabókat, szűcsöket és csizmadiákat. Közülük is legnagyobb számban a csizmadiák voltak képviselve, ők 1787-ben kiváltak ebből a közös céhből, hogy sajátot alapítsanak.
1805. december 3-án, mikor a Szent Koronát Kassára vitték, egy éjjel a város levéltárába volt elhelyezve: ezen az éjszakán az összes mesteremberek őrjáratokat tartottak a városban. Az iparosság növekvő létszámát mutatja, hogy 1847-ben a tízezres lélekszámból a keresők között az 540 gazda mellett már 331 mesterembert is találhatunk.
Érdekes, hogy a redempció századik évfordulóján, 1845. május 20-án megtartott ünnepségen a redemptus elit mellett – Terjék Mátyás (1773-1856) főbíró vezetésével – mesteremberek is tiszteletüket tették.
A hagyományosan királyhű Jászságban nem okozott nagy lelkesedést 1848, a redemptus leszármazottak közül kevesen vettek részt, sokan féltették már megszerzett jogaikat. A község meg is szenvedte a szabadságharc eseményeit, a Hatvanban táborozó Colloredo herceg 1849 februárjában komoly adókat vetett ki a jászárokszállási népre. Ezt elégelte meg a helyi származású jászkapitány, kecskeméti Pethes Mihály (1792-1878), aki egyezkedésbe kezdett az osztrákokkal. Ez Kossuth Lajos szemében megbocsáthatatlan vétségnek minősült, igaz a szabadságharc leverése után nem is került sor komoly megtorlásra a városban: a helyi események főszereplője, a kormánybiztos Mészely János (1810-1896) továbbra is hivatalt vállalhatott, 1872-ben főbíró is volt.
A XIX. század második felében több pusztája is elszakadt Árokszállásnak: a sort Szentandrás kezdte 1855-ben, majd Kerekegyháza követte 1862-ben. A község megalapításában oroszlánrésze volt balatoni Farkas János (1824-1908) helyi közbirtokosnak. „A község alapítója Farkas János 1848-49-iki honvédszázados, földbirtokos. Azt a házat, mely az első települő számára épült, a község fennállásának 50. évfordulóján emléktáblával jelölték meg.”
A veszteségek megmutatkoztak ugyan a népességszámban, a kulturális fejlődésnek azonban nem vetett gátat. 1861-ben elemi népiskola, 1863-ban „díszes városháza” épült.

### Árokszállás mint rendezett tanácsú város (1879-1886)
Fontos esztendője volt az 1879-es évnek, hogy Jászárokszállás rendezett tanácsú várossá alakult. Első polgármestere Móczár Alajos (1819-1889) volt. A helyi reformerők – Csuka Ignác, Scipiades János, Dohnál Mátyás – küzdöttek a városi rang fenntartásáért, a leggazdagabb birtokosok – balatoni Farkas József és kecskeméti Pethes Antal – azonban túlzottnak találták a terheket. Küzdelmük 1886-ban azzal ért véget, hogy Árokszállás nagyközséggé alakult vissza. A vita azonban – a legtöbb résztvevő halála után – még 1911-ben is tartott.

### Jászárokszállás története az I. világháborúig
Noha 1876-ban a Jászkun Kerület beolvadt Jász-Nagykun-Szolnok vármegyébe, és ezzel a kiváltságok elvesztek a jászok számára, a társadalmi rendben nem nagyon történtek változások. A redemptusok leszármazottai – immár mint parasztgazdák – nemcsak hogy „egyedül bírták a fekvőségeket”, de szinte egyedül „gyakorolhatták a politikai jogokat”.
Ez a későbbiekben nem egy feszültség forrása lett. A tekintélyes, és redemptus értékeket felvevő iparosság mellett egyre nagyobb számban gyülemlett fel a nincstelen kubikosság. Jászárokszálláson alakult meg az ország második földmunkás-szövetkezete is, Boros Alajos (1879-1915) vezetésével. Képviselőtestületbe való bejutását viszont rendre megakadályozták, azon elv alapján, hogy „legnagyobb darab földet kell megválasztani”.
„Gazdák! Ne zárkózzanak el Önök a munkás elől! Gondolják meg Önök, hogy milyen hasznos tagjai azok a társadalomnak” – igyekszik agitálni a Jászárokszállás és Vidéke 1909 novemberében, nem sok sikerrel. A nincstelen – gazda ellentét egyre jobban kiéleződött.

### Árokszállás története az első világháború és a forradalmak idején
A világháborúban az árokszállásiak a 29. Honvéd és a császári és királyi 68. gyalogezred kötelékeiben vettek részt. A hősi halottak és az eltűntek számát körülbelül 400-ra becsülték, köztük a főjegyző fia, Bazsó Gábor százados. Magyar Béla mint közigazgatási jegyző helyi kórház felállításával szerzett érdemeket.
1916-ban kétszáz isztriai osztrák és 400 erdélyi menekült tartózkodott a községben, akiket a központi elemi iskolában szállásoltak el, és élelmezésüket a község ingyenesen végezte. Mint mezőgazdasági munkás 75 egykori hadifogoly is a községben tartózkodott. Velük kapcsolatban írta Kele József a Horthy-korszakban: „Az egész Jászságban legjobban meg volt kergülve a hazajött és a bolsevizmustól megmételyezett orosz hadifoglyokból és másünnen megbolondított fiatalságtól Jászfényszaru és Kisér. No meg Jászárokszállás is. Itten ők tobzódtak. A komoly parasztok azonban itten is elhúzódtak tőlük nemcsak, hanem hol nyíltan, hol pedig burkoltan elítélték, megvetették őket.”
Bár a proletárdiktatúrának négy halálos áldozata volt Árokszálláson – Torba Balázs, Bobák Imre, Gedei László kisgazdaifjak valamint Fodor István csendőrőrmester – nem lehet azt mondani, hogy pusztán az „aljanép” mozgolódása volt. Árokszállási születésű volt például Kolacsovszky Lajos (1891-1954), egy itteni tanító fia, aki a turistairodalomban ma is ismert személy. A berendezkedő Horthy-korszak azonban az ellenség mitizálásával ismét csak nem hozta meg a munkás – gazda ellentét megoldását.

### Árokszállás története az első világháború után
1920-ban három, egyenként egytantermes, tanító lakással ellátott tanyai iskola épült, 1921-ben bevezették a villanyvilágítást szövetkezeti alapon. 1923-ban a Szent Vincés nővérek vezetésével leány polgári, 1924-ben állami polgári fiúiskola létesült. Ez volt az az év, amikor az I. világháborúra való megemlékezésként felállították a hősök szobrát.
A korszakban a város fejlődését az is elősegítette, hogy a magyar képviselőház alelnöke, Czettler Jenő (1879 –1953) helyi származású volt. Jászárokszállás meg is választotta díszpolgárának.
A két világháború közötti időszak fontos helyi figurája volt Móczár Andor (1874-1928) is: tevékeny közéleti munkája és végrendeletében a városnak tett jótéteményei miatt a községi tanács egy teret nevezett el róla megemlékezésül. Határozott akarata volt, hogy vagyonából kórház létesüljön, ez azonban végül nem valósult meg.
Igaz, a szocializmusban nem rájuk illett büszkének lenni. A „nemzetközi munkásmozgalomban is ismertté vált Solymosi Ignác” (1898 – 1938) emlékének 1972-ben emeltek szobrot.
A második világháború nagy pusztításokat okozott, kétszáznegyvenhét áldozata volt. A harcoknak már a civil lakosság is szemtanúja volt: 1944 szeptemberében bombatalálat érte Papp József tanyáját, s másfél hónappal később a front is elérte Árokszállást: a város fölött még légi csata is zajlott: egy gép az Aladi-, egy másik pedig a Móczár-tanyára zuhant.
A háború után megkezdődnek a téeszesítések. Öt téesz szerveződött, amiknek száma az egyesülések következtében 1964-re kettőre csökkent. 1963-ban megalapították az azóta is működő általános gimnáziumot, ebben az időszakban alakították ki a mai orvosi rendelőt is az akkori szülőotthon helyén (Móczár Andor – tér helyett már az Engels – téren), megkezdték a vezetékes ivóvízhálózat létesítését is. A gyors városiasodást jelzik, hogy egyre több utat burkoltak, hogy 1976-ban megnyílt első áruháza is.
Jelenleg Jászárokszállás a falusi turizmus fejlesztésével (barokk templom, termálvizes strand, „Árokszállási nyár rendezvénysorozat”) próbálja fenntartani a további fejlődést, amiben nagy szerepe van a sok száz embernek munkát biztosító gyárak (Carier (volt Lehel hűtőgépgyár árokszállási üzeme), Bundy, Rosenberger, Faurecia (korábban Arvin Meritor, előtte Zeuna Starker), Skycon, Weger) idetelepülésének is.

## Nevezetességei, látnivalói
- Jászárokszállási 1699-ben átadott Külső Fogadó (Széchenyi út 104.)
- Jászárokszállási Szentháromság Római Katolikus Templom 1761 és 1767 között épült
- Városháza 1863-ban épült romantikus stílusban
- Csörsz Vezér Szálloda „Nagyvendéglő” 1905 (Móczár Andor tér)
- Jász-ház 1882 - benne állandó néprajzi kiállítás (Széchenyi út 31.)
- Ipartestület épülete
- A Hősök szobra az első világháborúban elesett áldozatok emlékére 1924
- Jászárokszállási Termál- és Strandfürdő
- Kubikus szobor "Solymosi Ignác szobra" 1971
- II. világháborús emlékkő - Az országban elsőként Jászárokszálláson emeltek emlékművet a II. világháborúban elesett hősöknek nyílt téren 1988. október 29.
- Millenniumi Időkapu
- '56-os emlékmű
- Dolgozók Horgász Egyesülete Jászárokszállás, Alapítás éve:1948, http://www.peresto.hu , Elnök: Kaszab Zsolt
- Peres-laposi tó
- A jászárokszállási Faragó-malom
- Jászárokszállási Surányi-malom

## Közélete

### Polgármesterei
- 1990–1994: Szikra Ferenc (független)[5]
- 1994–1998: Szikra Ferenc (FKgP-KDNP-MDF-Jászárokszállási Nyugdíjasok Egyesülete)[6]
- 1998–2002: Gergely Zoltán (független)[7]
- 2002–2006: Gergely Zoltán (független)[8]
- 2006–2010: Gergely Zoltán (független)[9]
- 2010–2014: Gergely Zoltán (független)[10]
- 2014–2019: Gergely Zoltán (független)[11]
- 2019–2022: Gergely Zoltán (független)[12]
- 2022–2024: Antal Péterné Szerző Ildikó (független)[13]
- 2024– : Antal Péterné Szerző Ildikó (független)[1]

A városban 2022. július 3-án azért kellett időközi polgármester-választást (és képviselő-testületi választást tartani, mert a korábbi képviselő-testület 2020. szeptember 10-én, belső feszültségek miatt feloszlatta magát. A választást eredetileg még 2021. január 17-ére írták ki, de abban az időpontban már nem lehetett megtartani, a koronavírus-járvány kapcsán elrendelt korlátozások miatt, és új időpontot sem lehetett kitűzni azok feloldásáig.

## Népesség
Jászárokszállás lakónépessége 2022. október 1-jén 7456 fő volt, ami Jász-Nagykun-Szolnok megye össznépességének 2%-át tette ki. A 2011-es népszámlálás óta 473 fővel csökkent a város lakosság száma. Ebben az évben az egy km²-re jutó lakók száma, átlagosan 97 ember volt. Jászárokszállás népesség korösszetétele igen kedvezőtlen. 2022-ben a város lakónépességének a 16%-a 14 évnél fiatalabb, míg a 65 éven felülieké 21% volt. 2022-ben a férfiaknál 71,1, a nőknél 78,1 év volt a születéskor várható átlagos élettartam. A legmagasabb befejezett iskolai végzettség szerint az érettségi végzettséggel rendelkezők élnek a legtöbben a városban 1977 fő, utánuk a következő nagy csoport a szakmunkásvégzettséggel rendelkezők 1725 fővel. 2022-ben a 6 évnél idősebb népesség 81%-nál volt internet elérési lehetősége. A népszámlálás adatai alapján a város lakónépességének 4,8%-a, mintegy 360 személy vallotta magát valamely kisebbséghez tartozónak. A kisebbségek közül cigány, ukrán és román nemzetiségűnek vallották magukat a legtöbben.
A 19. század utolsó harmadától Jászárokszállás lakosságszáma egyenletesen növekedett, egészen 1930-ig. Az 1930-as éveket követő gazdasági válságnak köszönhetően a város népességének a növekedése megtorpant. A legtöbben 1930-ban éltek Jászárokszálláson 12 226 fő. A 40-es évektől csökkenni kezdett a város lakossága, majd a 60-as évektől felerősödött a folyamat, ami egészen napjainkig tart. Ma már kevesebben laknak Jászárokszálláson, mint 1870-ben.
A 2022-es népszámlálási adatok szerint a magukat vallási közösséghez tartozónak valló jászárokszállásiak túlnyomó többsége római katolikusnak tartja magát. Emellett jelentős egyház a városban, még a református. 

### Iskolai végzettség
| Iskolai végzettség                | Iskolai végzettség               | Iskolai végzettség | Iskolai végzettség | Iskolai végzettség |
| --------------------------------- | -------------------------------- | ------------------ | ------------------ | ------------------ |
|                                   |                                  |                    |                    | fő                 |
| Általános iskolát nem végezte el  | Általános iskolát nem végezte el |                    | 693                | 693                |
| Általános iskola                  | Általános iskola                 |                    | 1628               | 1628               |
| Szakmunkás                        | Szakmunkás                       |                    | 1725               | 1725               |
| Érettségi                         | Érettségi                        |                    | 1977               | 1977               |
| Diploma                           | Diploma                          |                    | 859                | 859                |
| A 2022. évi népszámlálás szerint. |                                  |                    |                    |                    |

A 2001-es népszámlálási adatok alapján, Jászárokszálláson a legmagasabb befejezett iskolai végzettség szerint az általános iskolai végzettséggel rendelkezők éltek a legtöbben 2641 fővel. Második legnagyobb csoport az általános iskolai végzettséggel nem rendelkezőek voltak 1758 fővel, utánuk következett a szakmunkás végzettséggel rendelkezők 1463 fővel, az érettségizettek 1423 fővel, végül a diplomások 405 fővel.
A 2011-es népszámlálási adatok alapján, Jászárokszálláson a legmagasabb befejezett iskolai végzettség szerint az általános iskolai végzettséggel rendelkezők éltek a legtöbben 2226 fővel. Második legnagyobb csoport az érettségi végzettséggel rendelkezők voltak 1758 fővel, utánuk következett a szakmunkás végzettséggel rendelkezők 1743 fővel, az általános iskolai végzettséggel nem rendelkezőek 963 fővel, végül a diplomások 679 fővel.
A 2022-es népszámlálási adatok alapján, Jászárokszálláson a legmagasabb befejezett iskolai végzettség szerint az érettségi végzettséggel rendelkezők éltek a legtöbben 1977 fővel. Második legnagyobb csoport a szakmunkás végzettséggel rendelkezők voltak 1758 fővel, utánuk következett az általános iskolai végzettséggel rendelkezők 1628 fővel, a diplomások 859 fővel, végül az általános iskolai végzettséggel nem rendelkezőek 693 fővel.

### Etnikai összetétel
A 2001-es népszámlálás adatok szerint a város lakossága 8 220 fő volt, ebből a válaszadók 8 052 fő volt, 7 908 fő magyarnak, míg 121 fő cigánynak vallotta magát, azonban meg kell jegyezni, hogy a magyarországi cigányok (romák) aránya a népszámlálásokban szereplőnél lényegesen magasabb. 9 fő német és 8 fő ukrán etnikumnak vallotta magát.
A 2011-es népszámlálás adatok szerint a város lakossága 7 929 fő volt, ebből a válaszadók 7 156 fő volt, 6 849 fő magyarnak vallotta magát, az adatokból az derül ki, hogy a magyarnak vallók száma jelentősen csökkent tíz év alatt, ennek egyik fő oka, hogy többen nem válaszoltak. Az elmúlt tíz év alatt, a nemzetiségiek közül a legjelentősebben a romák (263 fő), németek (23 fő) és a románok (7 fő) száma nőtt. A cigányok és a németek száma megduplázódott.
A 2022-es népszámlálás adatok szerint a város lakossága 7 456 fő volt, ebből a válaszadók 7 265 fő volt, 6 903 fő magyarnak vallotta magát. Az elmúlt tíz év alatt, a nemzetiségiek közül a legjelentősebben az ukránok (18 fő) és a románok (14 fő) száma nőtt, miközben jelentősen csökkent a cigányok (171 fő) és a németek (17 fő) száma. A népszámlálás adatai nem részletezi az el nem ismert nemzetiségeket, de a számuk jelentősen nőtt 2011 óta 14 főről 125 főre. 

### Vallási összetétel
Jászárokszállás lakóinak vallási összetétele 2022-ben
A 2001-es népszámlálási adatok alapján, Jászárokszálláson a lakosság több mint fele (86,3%) kötődik valamelyik vallási felekezethez. A legnagyobb vallás a városban a kereszténység, melynek legelterjedtebb formája a katolicizmus (84,3%). A katolikus egyházon belül a római katolikusok száma 6906 fő, míg a görögkatolikusok 24 fő. A városban protestáns közösségek is élnek, főleg reformátusok (15 fő) és evangélikusok (15 fő). Szerte a városban számos egyéb kisebb keresztény egyházi közösség működik. A zsidó vallási közösséghez tartózók száma 4 fő. Jelentős a száma azoknak a városban, akik vallási hovatartozásukat illetően nem kívántak válaszolni (10%). Felekezeten kívülinek a város lakosságának a 3,7%-a vallotta magát.
A 2011-es népszámlálás adatai alapján, Jászárokszálláson a lakosság több mint fele (62,9%) kötődik valamelyik vallási felekezethez. Az elmúlt tíz év alatt a városi lakosság vallási felekezethez tartozása jelentősen csökkent, ennek egyik oka, hogy sokan nem válaszoltak. A legnagyobb vallás a városban a kereszténység, melynek legelterjedtebb formája a katolicizmus (60%). Az elmúlt tíz év alatt, a katolikus valláshoz tartozók száma negyedével esett vissza. A katolikus egyházon belül a római katolikusok száma 4696 fő, míg a görögkatolikusok 18 fő. A városban protestáns közösségek is élnek, főleg reformátusok (112 fő) és evangélikusok (12 fő).  A zsidó vallási közösséghez tartózók száma nullára csökkent. Összességében elmondható, hogy az elmúlt tíz év során az összes egyházi felekezetekhez tartozók száma jelentősen csökkent. Jelentős a száma azoknak a városban, akik vallási hovatartozásukat illetően nem kívántak válaszolni (25%), tíz év alatt számuk kétszeresére nőtt. Felekezeten kívülinek a város lakosságának 13,7%-a vallotta magát.
A 2022-es népszámlálás adatai alapján, Jászárokszálláson a lakosságának a fele (50,4%) kötődik valamelyik vallási felekezethez. Az elmúlt tíz év alatt a városi lakosság vallási felekezethez tartozása jelentősen csökkent, ennek egyik oka, hogy sokan nem válaszoltak. A legnagyobb vallás a városban a kereszténység, melynek legelterjedtebb formája a katolicizmus (47%). Az elmúlt tíz év alatt, a katolikus valláshoz tartozók száma negyedével esett vissza. A katolikus egyházon belül a római katolikusok száma 3494 fő, míg a görögkatolikusok 31 fő. A városban protestáns közösségek is élnek, főleg reformátusok (163 fő) és evangélikusok (8 fő). Megjelent az ortodox kereszténység, ez inkább az országban élő egyes nemzeti kisebbségek (ukránok, románok, szerbek, bolgárok, görögök) felekezetének számít, számuk nulláról 6 főre nőtt. Jelentős a száma azoknak a városban, akik vallási hovatartozásukat illetően nem kívántak válaszolni (37,3%). Felekezeten kívülinek a város lakosságának 12,3%-a vallotta magát.

## Testvérvárosa
- Żegocina, Lengyelország

## Híres emberek

### Itt született
- Balassa Jenő színművész 1859.
- Bordás György operaénekes 1937.
- Csányi Sándor bankár 1953.
- Czettler Jenő agronómus, országgyűlési képviselő 1879.
- Csuka István egri kanonok 1758.
- Donáth Ferenc történész, agrárközgaszdász 1913. szeptember 5-én
- balatoni Farkas János honvédszázados, Kerekegyháza alapítója 1824.
- Farkas Bálint operett énekes 1945. május 1-jén
- Ficzek György munkásmozgalmi vezető 1904.
- Ficzek Károly egri kanonok 1818.
- jász Faragó Sándor karikaturista, író 1888.
- Görbe János Kossuth-díjas színművész 1912. november 15-én
- Kaszab Anna színművésznő 1898. április 16-án
- Kolacsovszky Lajos író 1891. január 2-án
- Kovács Éva művészettörténész 1932. április 5-én
- Márkus József politikus, országgyűlési képviselő 1848.
- Pethes Imre színművész 1864.
- Pethes László politikus, író, országgyűlési képviselő 1885.
- Scipiades Elemér főorvos 1875.
- Solymosi Ignác munkásmozgalmi vezető 1898
- Szathmáry József festőművész 1953 Művészneve:Szathmáry József Maryjoz

## Képgaléria

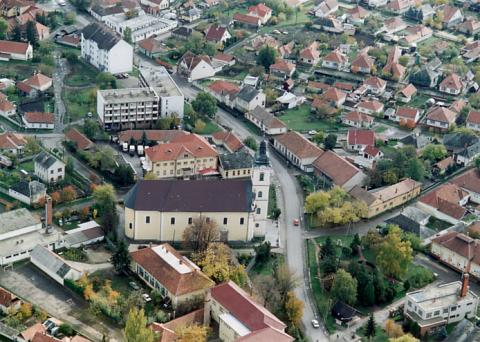
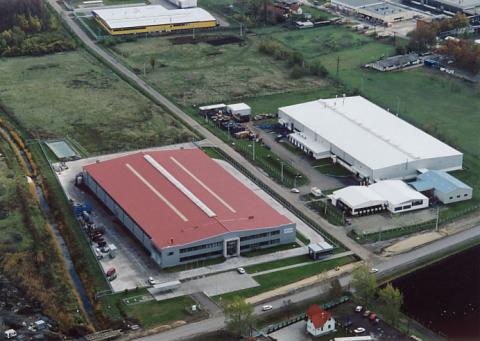
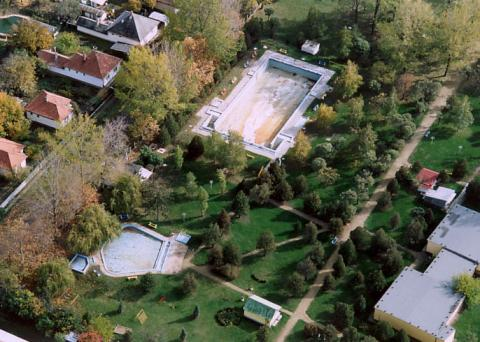
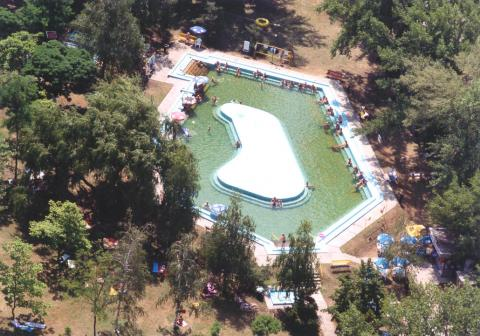

## Külső hivatkozások
- Jászárokszállás Önkormányzatának honlapja
- Jászárokszállási Dolgozók Horgász Egyesületének honlapja